# بصري (شيروان)
بصري (بالفارسية: بصری) هي مستوطنة تقع في إيران في قسم شیروان الريفي. يقدر عدد سكانها بـ 1,092 نسمة .